# 良友画报

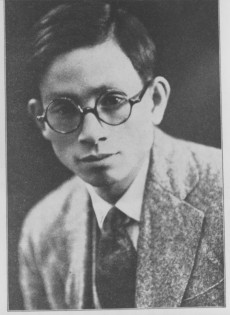
伍联德

《良友画报》是20世纪20年代出版的的大型综合性摄影画报，由良友圖書印刷公司出版。于1926年2月创刊，8开本，道林纸精印，至1945年停刊，全数共出版174期（172期《良友》画报及2期特刊，即“孙中山先生纪念特刊”及“良友八周年纪念特刊”），出刊期間為最有影响力的畫報。1945年后曾多次复刊，但影响已非从前。

## 历史
第一期以影星胡蝶为封面，彩色套印，开中国刊物以名媛为封面的先河。同年11月出版第一个特刊《孙中山先生纪念特刊》，共55页，200幅照片。
创刊人兼第一任总编辑伍联德，后因业务繁忙，不能全心主持编务，第4期后将编务委托于周瘦鹃，因周不擅画报业务，遂聘请当时正在齐鲁大学读书的青年梁得所主持，梁会作画、擅摄影，文笔亦佳，1927年接任总编后力图革新，两年内画报月销量达4万余份，发行全球，号称凡是有华人的地方就有《良友》画报。
梁得所当了8年主编后另起炉灶，离开《良友》。1930年3月改为影写凹版印刷，质量大为提高，这年8月，第50期篇幅增加至42页，并有3页五彩页。1938年1-3月，因抗日战争爆发迁往香港。1939年2月在上海复刊。1941年9月被日军查封。1945年一度复刊，后因股东分歧而停刊。
在抗日战争时期的日本侵略地区，另有《青年良友》，其风格刻意模仿《良友画报》，但内容是为汪精卫政权充当喉舌，宣传亲日思想。

## 香港复刊
1954年伍联德又在香港复刊，1968年停刊。1984年《良友》再次复刊。

## 图集

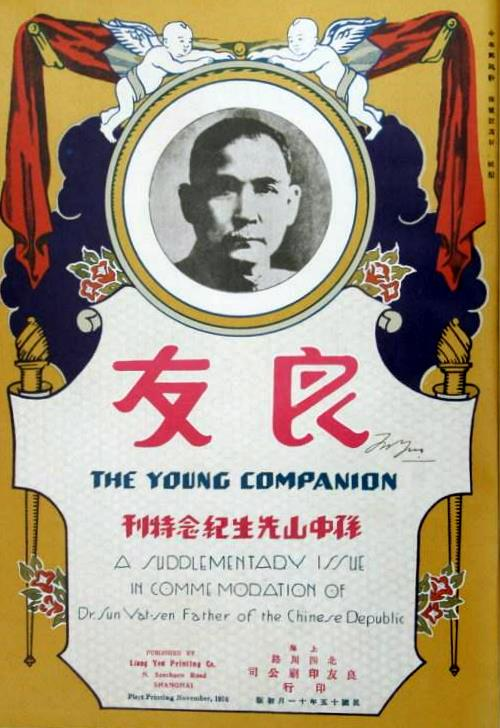
《孙中山先生纪念特刊》；1926年11月
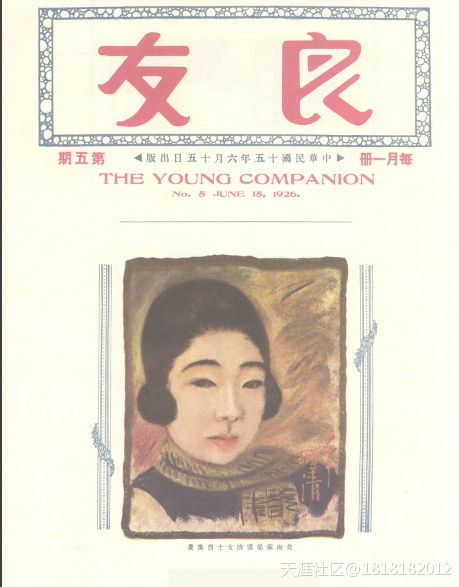
画家梁雪清；第5期，1926年6月
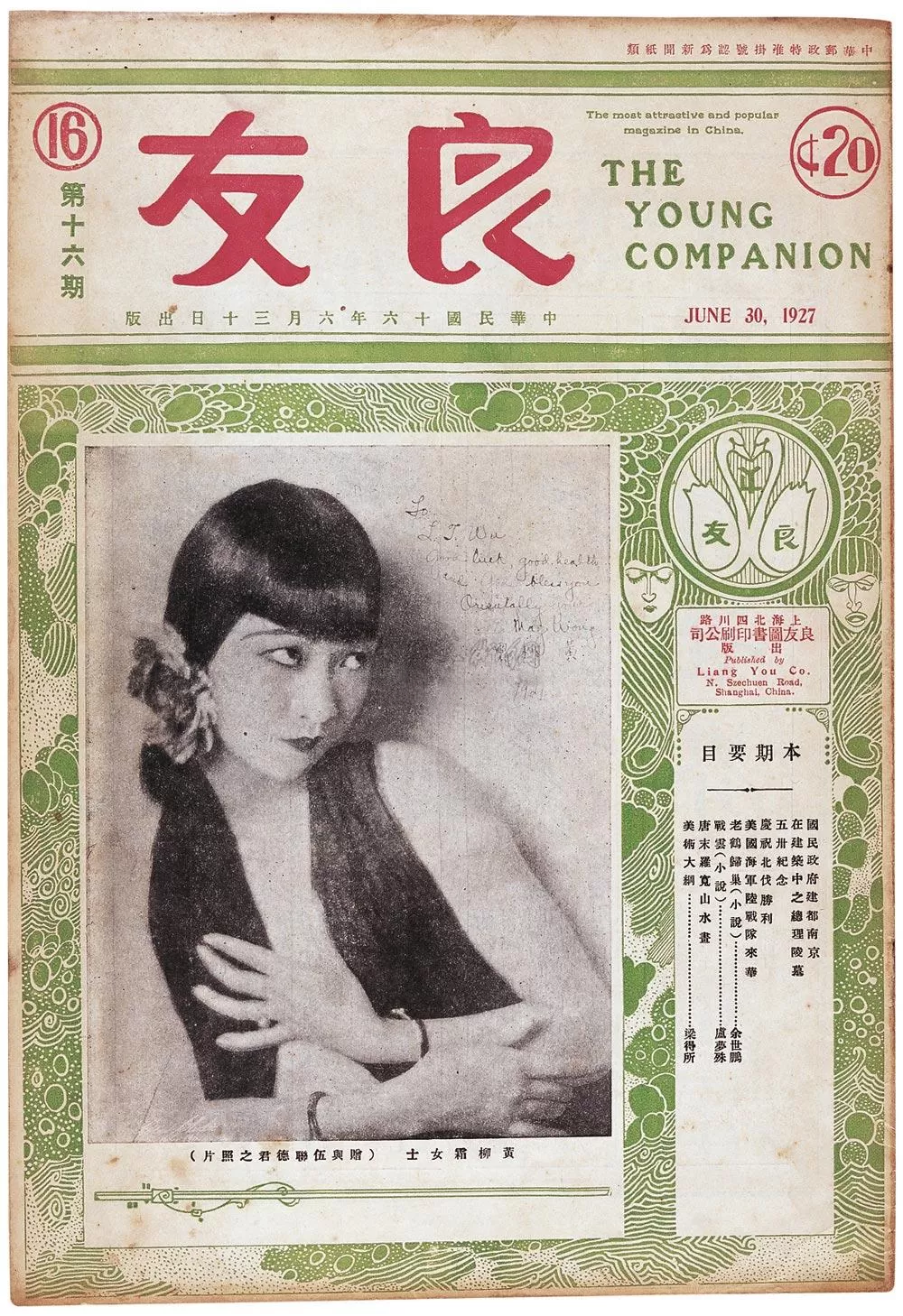
演员黄柳霜；第16期，1927年
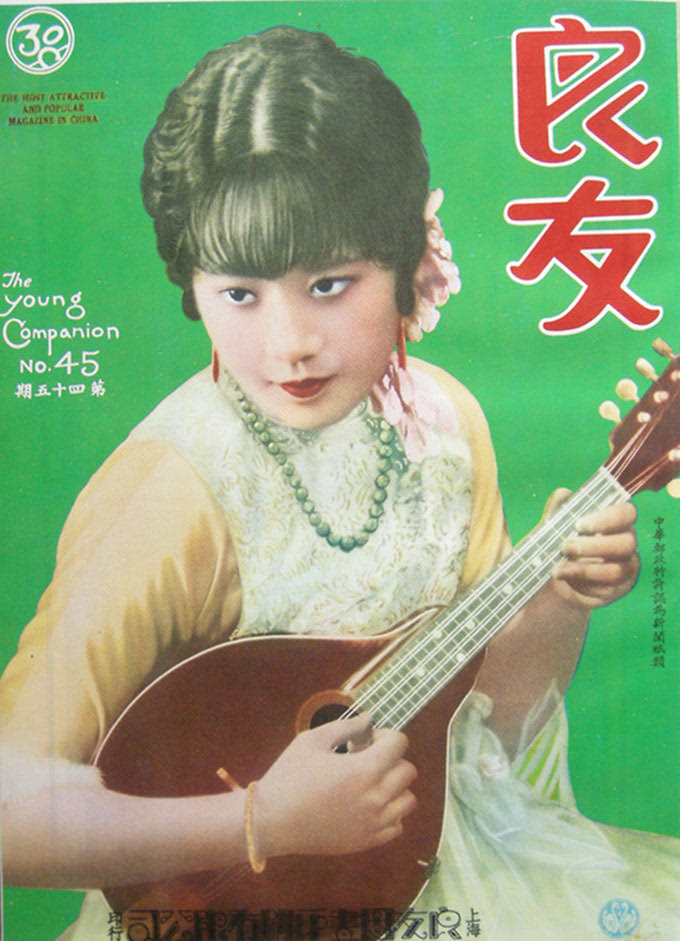
画家關紫蘭；第45期，1930年
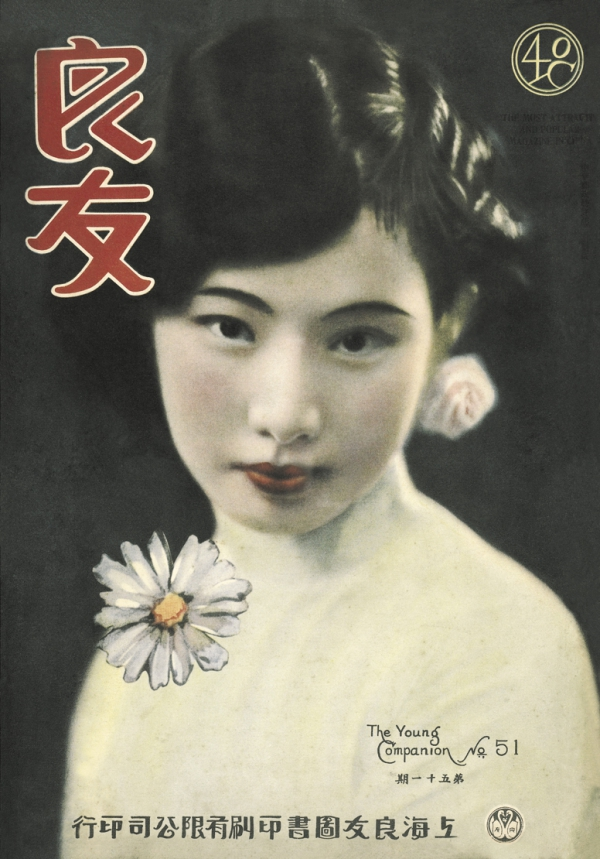
演员陈波儿；第51期；1930年
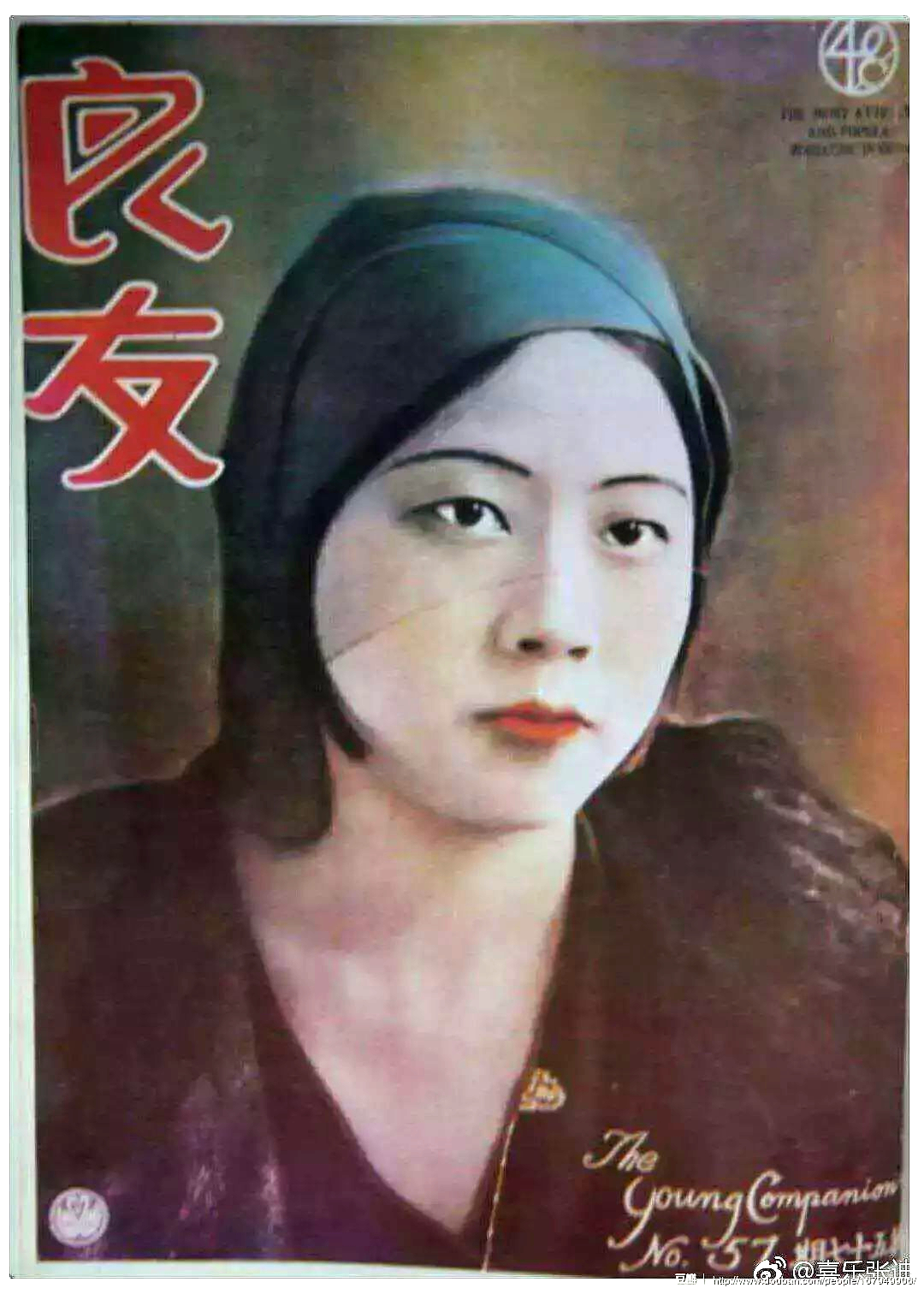
画家张荔英；第57期；1931年
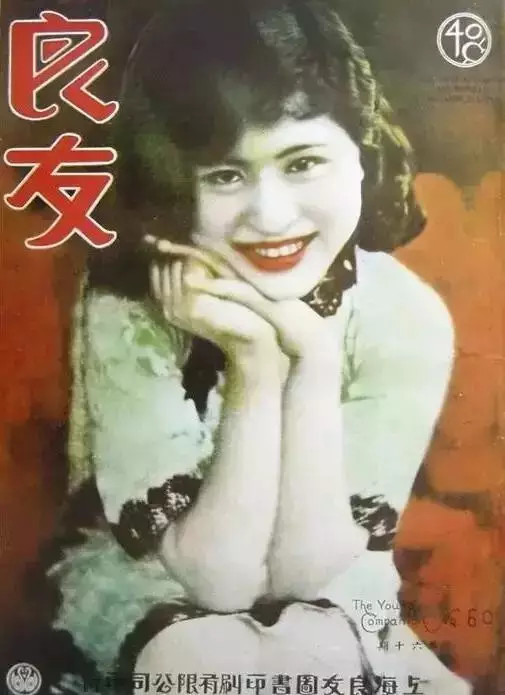
郭秀仪；第60期；1931年
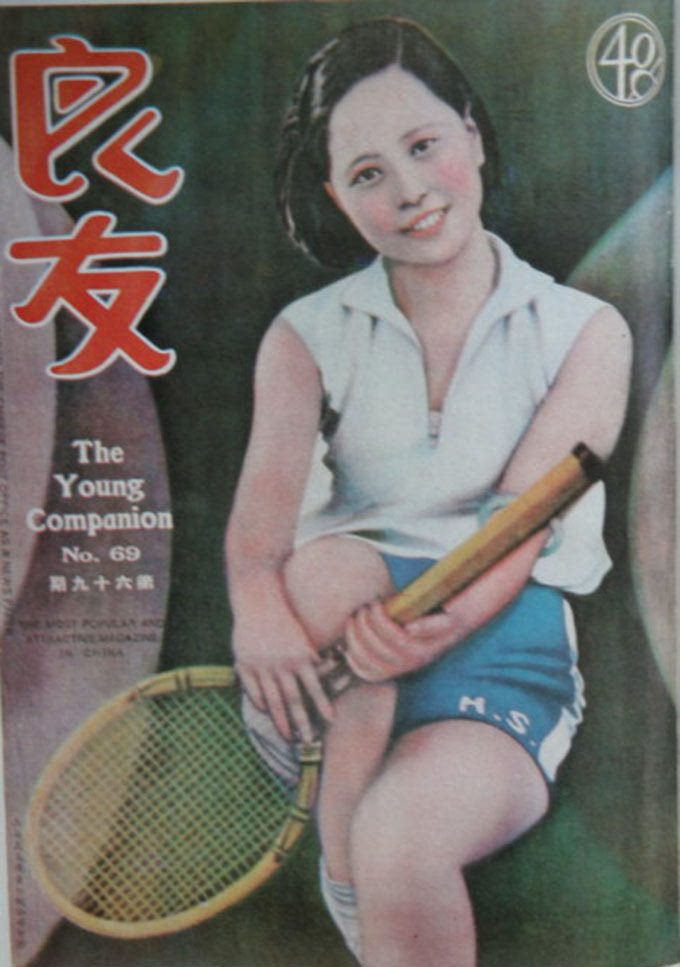
一位网球运动员；第69期；1932年
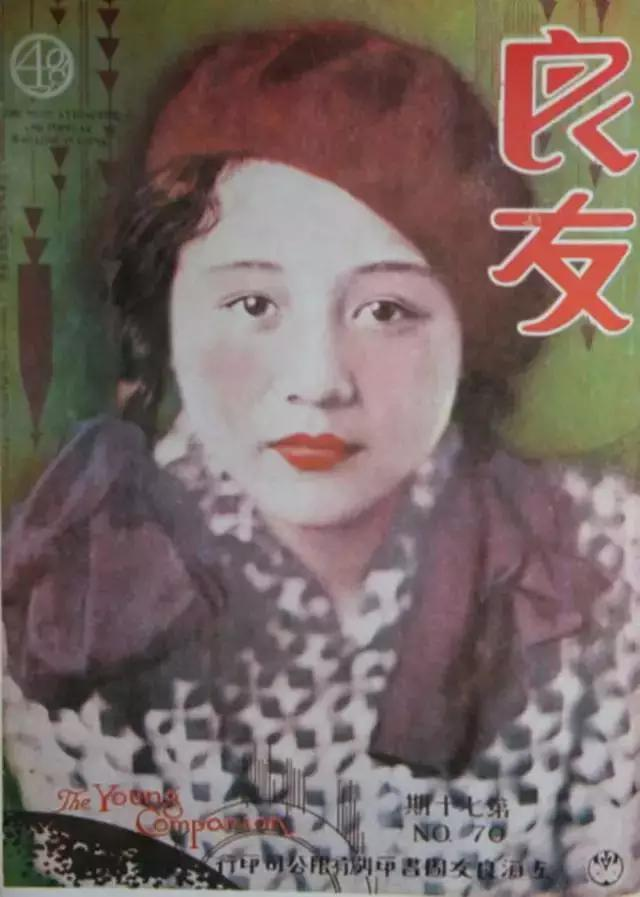
作家胡兰畦；第70期；1932年
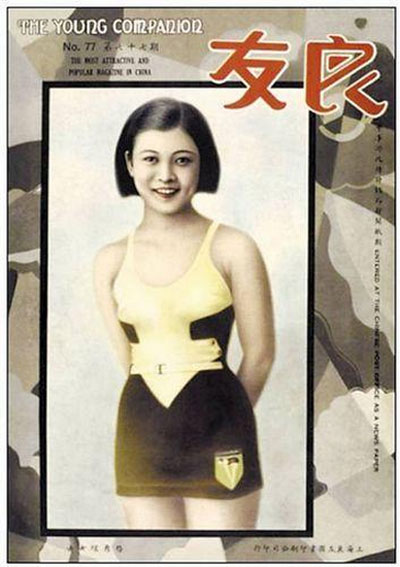
运动员楊秀瓊；第77期；1933年
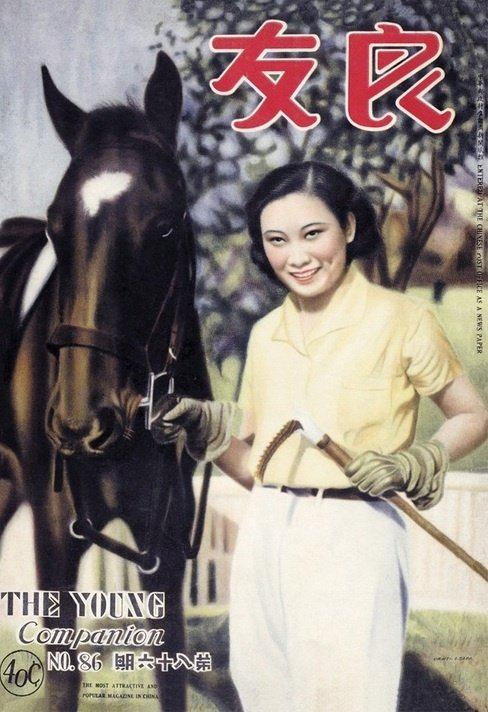
演员胡蝶；第86期；1934年
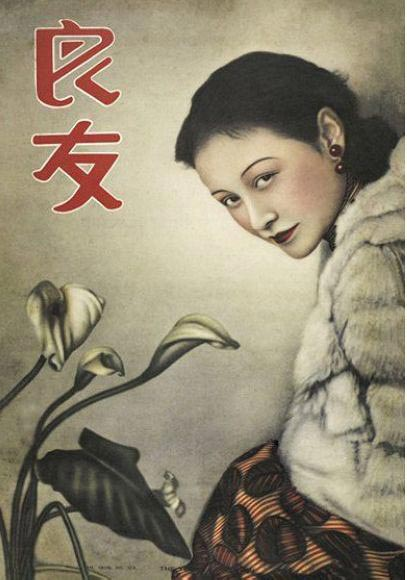
演员梅琳；第113期；1936年
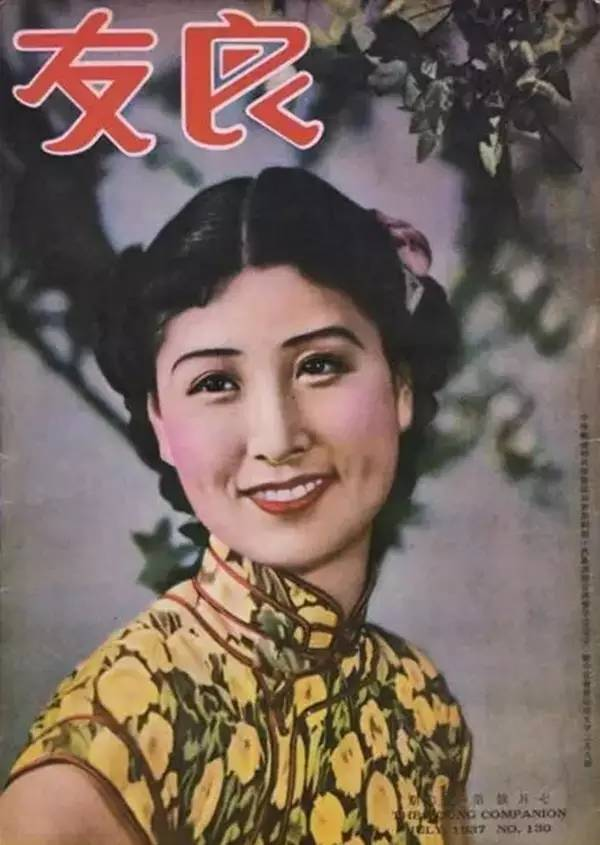
特工鄭蘋如；第130期；1937年
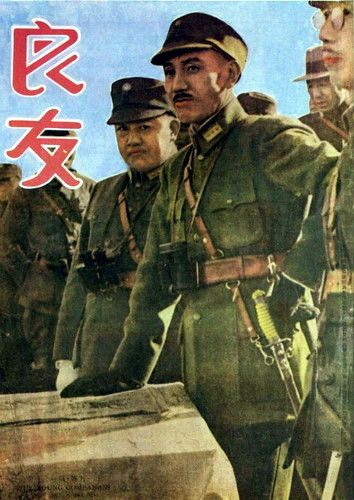
抗日战争中的蒋中正；第131期；1937年
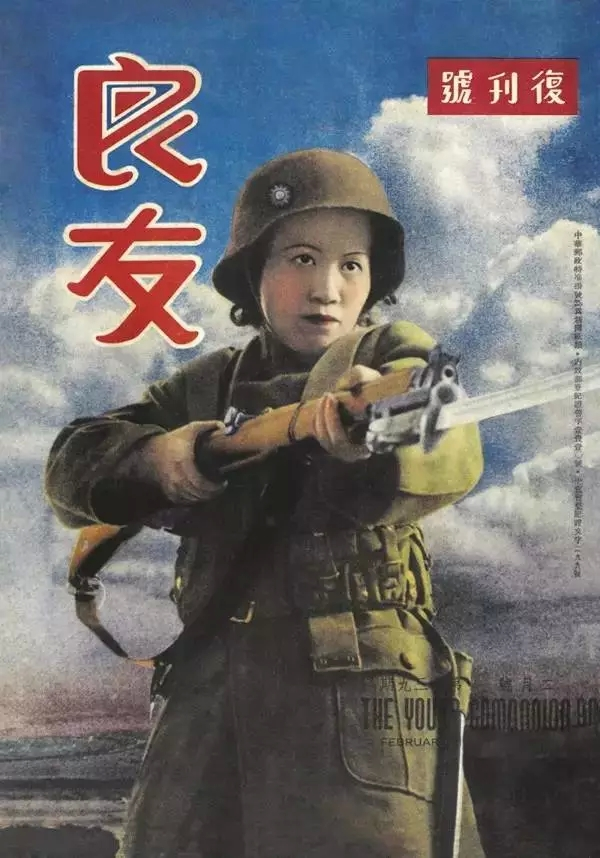
“新时期中国女性”；第139期，1939年
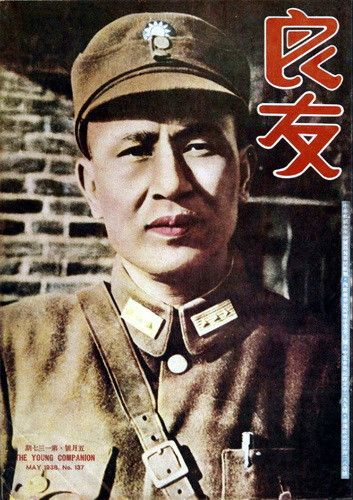
白崇禧；第137期，1938年5月
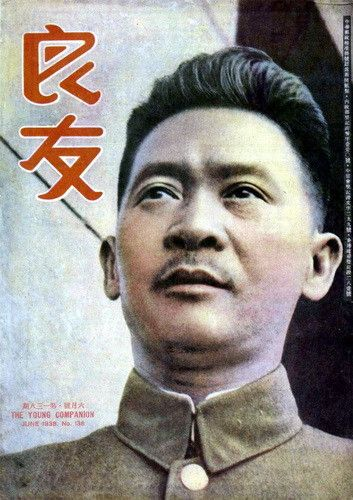
138期：保卫武汉的张发奎将军
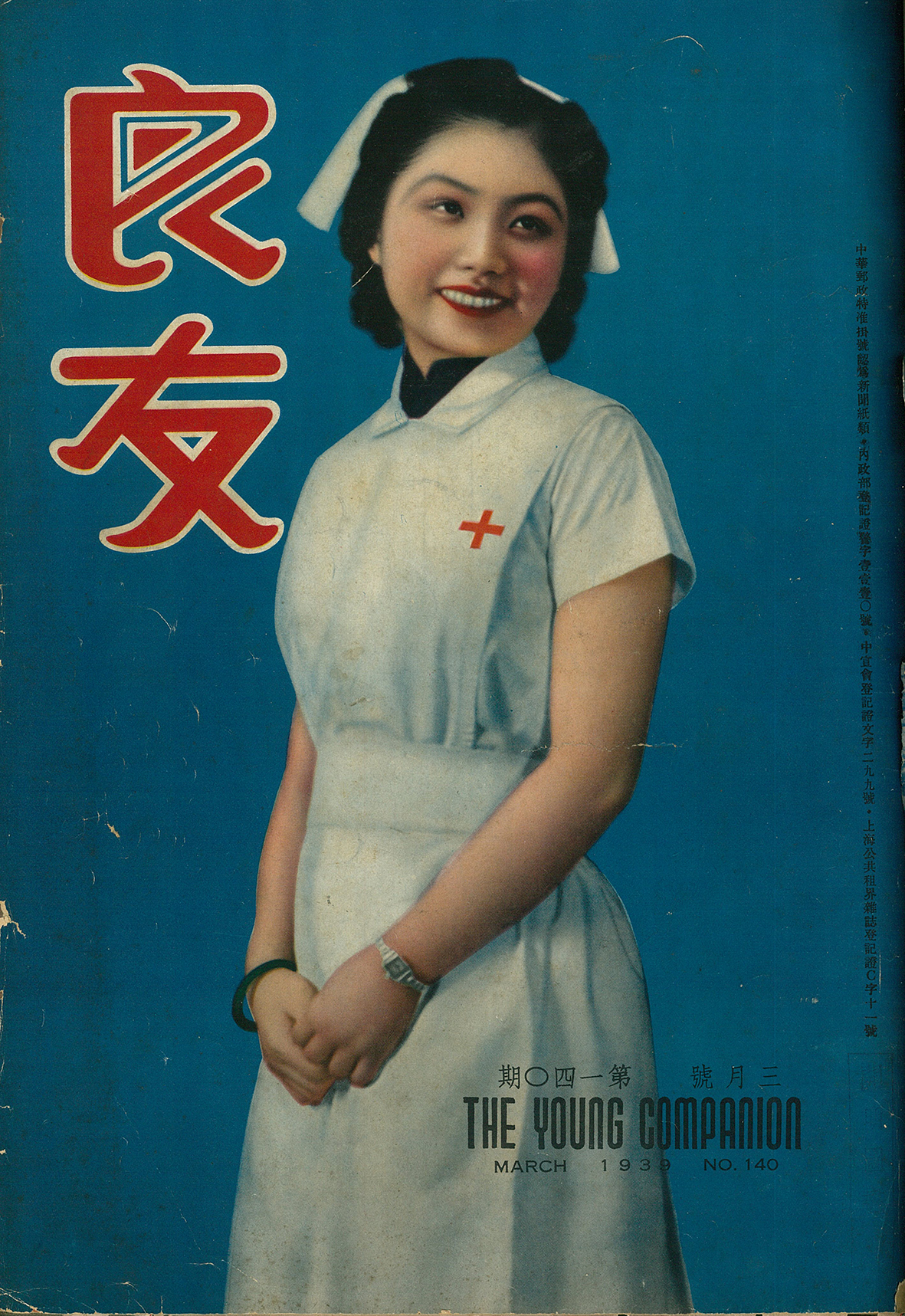
护士李静宜；第140期，1939年3月